# Mesochorus flavimaculatus
Mesochorus flavimaculatus är en stekelart som beskrevs av Dasch 1974. Mesochorus flavimaculatus ingår i släktet Mesochorus och familjen brokparasitsteklar. Inga underarter finns listade i Catalogue of Life.